# Varda (planina)
Varda je planina u Bosni i Hercegovini.
Nalazi se u istočnoj Bosni, sjeveroistočno od Rudog. Najviši vrh Rasića Varda nalazi se na 1389 metara nadmorske visine. Šumovita je i prekrivena pašnjacima. 
U južnom podnožju Varde protiče rijeka Lim.